# Stella Court Treatt
Stella Maud Court Treatt, FRGS (1895 – 1976), tên khai sinh Stella Maud Hinds, là một nhà làm phim, tác giả và nhà thám hiểm người Nam Phi.

## Tiểu sử
Stella Maud Hinds được sinh ra ở Blaauwbank, Cộng hòa Nam Phi, vào ngày 11 tháng 3 năm 1895. Cô là con gái của Alice Maud Jennings và Thomas Charles Hinds, một burgher của Zuid-Af Namche Republiek với một trang trại gần Magaliesburg. Chị gái của Stella, (Hilda) Grace Hinds, là mẹ của John Cranko, vũ công ba lê và biên đạo múa người Nam Phi. Chồng của Grace, Herbert Cranko, đã giúp quyên góp tiền và bảo đảm quyền cho chuyến thám hiểm tiếp theo của Stella với Hiệp ước Tòa án Chaplin từ Cape đến Cairo.
Năm 1923, Stella kết hôn với Major Chaplin Court Treatt, một phi công RFP, người được giao nhiệm vụ khảo sát và xây dựng sân bay cho phần phía nam của tuyến đường hàng không xuyên châu Phi.  Năm 1924, sau một khoảng thời gian đảm bảo quyền ở tại Anh, Stella và Chaplin Court Treatt, cùng với anh trai của Stella, Errol Hinds và một số người khác, đã thực hiện hành trình xe mười bảy tháng từ Cape Town đến Cairo. Năm 1926, Treatt đã tới Sudan của Anh-Ai Cập, để quay một bộ phim tài liệu về động vật hoang dã. Stella Maud Treatt và Chaplin Court Treatt đã ly dị sau nhiều chuyến đi cùng nhau, rõ ràng là đã có đủ công ty của nhau. Năm 1937, Stella kết hôn với Robert "Bob" Mosley Yeo, một bác sĩ đã điều trị cho cô ở Nam Phi và họ chuyển đến Ấn Độ. Stella cuối cùng đã trở về Nam Phi cùng với Robert Yeo. Stella Maud Mosley Yeo qua đời tại Johannesburg vào ngày 20 tháng 12 năm 1976.

## Thám hiểm Cape đến Cairo
Cuộc thám hiểm của Court Treatt là nỗ lực thành công đầu tiên với việc lái một chiếc xe cơ giới từ Cape Town ("Mũi"), Nam Phi, đến Cairo, Ai Cập. Đội thám hiểm bao gồm Stella Court Treatt, Chaplin Court Treat, Thomas A. Glover, một nhà quay phim, Fred C. Law, phóng viên đặc biệt của London Daily Express, anh trai của Stella, Errol, Julius Mapata, hướng dẫn viên và dịch giả của đoàn thám hiểm, và Thuyền trưởng FC Blunt và ông McEleavey, đại diện của công ty Crossley Motor.
Vào ngày 13 tháng 9 năm 1924, họ khởi hành từ Cape Town trên hai chiếc xe tải nhẹ Crossley 25/30. Họ đạt Cairo mười sáu tháng (và 12.732 dặm) sau đó vào ngày 24, 1926. Đoàn thám hiểm được mô phỏng rõ ràng theo kiểu "đường đỏ" của Cecil Rhodes nối liền Cape Town với Cairo và họ đã giới hạn tuyến đường của họ đến các vùng lãnh thổ dưới sự cai trị của Anh.  Ghi chép của Fred Law về sự khởi đầu của chuyến đi, Người phụ nữ tiên phong của Đế chế: Hành trình Cape đến Cairo bắt đầu (Daily Express, ngày 24 tháng 9 năm 1924), bắt đầu bằng một lời đề nghị về tầm nhìn của Rhodes về một mạng lưới đường bộ và đường sắt nối liền với sự chiếm hữu của thực dân Anh để đủ khả năng định cư cho người trắng và sự thống trị hiệu quả hơn của lục địa châu Phi và người dân của nó: "Bước thứ hai hướng tới việc thực hiện kế hoạch của Cecil Rhodes để mở các tuyến đường xuyên qua châu Phi đen tối nhất bắt đầu vào sáng nay, khi Thiếu tá và Bà C. Tòa án đã rời Capetown trong nỗ lực đến Cairo bằng xe máy. "  Stella quan sát những khó khăn mà con đường đế quốc đưa ra; "[Chúng tôi đã đi một tuyến đường khác] các vấn đề của chúng tôi sẽ được đơn giản hóa [..] Chúng tôi sẽ tìm thấy những con đường [..] Và chúng tôi có thể tránh được những dòng sông và đầm lầy không cầu. Nhưng sự khao khát của việc đốt cháy một con đường xuyên qua Châu Phi của Anh là vượt trội so với mọi cân nhắc khác. "  Tuyến đường của họ đưa họ từ Cape Town qua Britstown, Pretoria, Polokwane (trước đây là Pietersburg), Bulawayo (ở Zimbabwe, trước đây, Rhodesia, nơi họ đến thăm mộ của Cecil Rhode), Livingstone (ở Zambia, trước đây là Bắc Rhodesia), Kabwe (ở Zambia, trước đây được gọi là Broken Hill),  Mbala (ở Zambia và trước đây được gọi là Abercorn), Karonga (Malawi, trước đây là Nyasaland), Mwaya (Tanzania, trước đây là Tanganyika), Nairobi (Kenya), Mongalla (Nam Sudan, trước đây là Anglo -Egyptian Sudan), Rumbek, Wau, Al-Ubayyid (Sudan, trước đây là Sudan thuộc Anh-Ai Cập; đánh vần thành 'El Obeid,' bởi Treatt), Ed Dueim, Khartoum, Wadi Halfa, và cuối cùng Aswan (Ai Cập), tới Cairo thuộc Ai Cập.